# Đô đốc Lộc
Đô đốc Lộc (都督祿; ? - ?), tên thật là Nguyễn Văn Lộc (阮文祿), là một trong Tây Sơn thất hổ tướng và là một danh tướng nhà Tây Sơn.

## Thân thế & sự nghiệp
Nguyễn Văn Lộc người làng Kỳ Sơn, nay thuộc xã Phước Sơn, huyện Tuy Phước, tỉnh Bình Định.
Thuở nhỏ nhà nghèo, ông phải đi chăn trâu cho một phú nông ở làng Kỳ Sơn, và sau đó làm nghề canh gác mướn. Có một ông thầy dạy võ nhân đi ngang qua làng, thấy tướng mạo ông vạm vỡ nên bí mật truyền dạy võ nghệ cho.

### Đánh Nam dẹp Bắc
Năm 1771, ba anh em Tây Sơn là Nguyễn Nhạc, Nguyễn Huệ và Nguyễn Lữ cùng dấy binh, ông Lộc đến tham gia cuộc khởi nghĩa và được tiếp đãi nồng hậu.
Năm 1775 quân Tây Sơn do Long Nhương tướng quân Nguyễn Huệ chỉ huy đã ồ ạt tấn công hơn hai vạn quân của chúa Nguyễn đang đóng ở Phú Yên do tướng Tống Phúc Hiệp cai quản. Trong trận đánh không cân sức này, quân Tây Sơn đã đánh tan đội quân hùng hậu trên khiến tướng Hiệp phải bỏ chạy. Ngoài ra bên quân Nguyễn còn có một tướng bị giết tại trận (Nguyễn Văn Hiển) và một tướng bị bắt sống (Nguyễn Khoa Liên). Trong trận này, Nguyễn Văn Lộc đã có nhiều đóng góp quan trọng.
Năm 1786, Nguyễn Văn Lộc lại mang quân theo Nguyễn Huệ vượt đèo Hải Vân đánh thẳng vào đạo quân Trịnh đang đóng tại Phú Xuân, do Tạo Quận công Phạm Ngô Cầu và Tạo Sĩ Hoàng Đình Thể cùng chỉ huy. Chỉ trong một thời gian ngắn, toàn bộ quân Trịnh ở đấy đều bị đánh tan. Hoàng Đình Thể cùng với hai con (cũng là tướng cao cấp) và tướng Võ Tá Kiên bị giết tại trận, còn Phạm Ngô Cầu thì bị bắt sống và sau đó cũng bị giết chết.
Năm 1786, khi Nguyễn Huệ dẫn quân ra Bắc lần thứ nhất, Nguyễn Văn Lộc được phong làm Phòng ngự sử tại Thanh Hóa.
Năm 1789, khi vua Quang Trung (tức Nguyễn Huệ) dẫn quân ra Bắc để đánh đuổi khoảng 20 vạn quân Thanh sang xâm lược thì Nguyễn Văn Lộc được phong Đại Đô đốc và nhận nhiệm vụ đốc suất tả quân, trong đó gồm có thủy quân.
Từ Biện Sơn, Đô đốc Lộc cho quân thủy vượt biển tiến vào sông Lục Đầu, rồi lên Phượng Nhãn, Lạng Giang, Yên Thế để chặn đường về của quân Thanh.
Tuy nhiên, do bất ngờ gặp bão biển, đạo quân của ông tập kết ở Hải Dương muộn hơn vài ngày so với kế hoạch, nên không kịp mai phục khi quân Thanh tháo chạy về Trung Quốc. Mặc dù vậy, đạo quân của Đại Đô đốc Lộc vẫn đánh được một trận lớn ở Phượng Nhãn, tiêu diệt một bộ phận sinh lực khá lớn của đối phương.
Năm 1792, vua Quang Trung đột ngột qua đời, Nguyễn Quang Toản lên nối ngôi (tức Cảnh Thịnh).

### Về ở ẩn
Trong thời gian đầu của thời vua Cảnh Thịnh, Đại Đô đốc Nguyễn Văn Lộc cùng phối hợp với Thái phó Trần Quang Diệu đánh quân Nguyễn ở Kỳ Sơn và vây hãm thành Quy Nhơn, buộc viên danh tướng của chúa Nguyễn là Võ Tánh và văn thần Ngô Tùng Châu phải tự vẫn.
Sau trận thắng, Đại Đô đốc Lộc được thăng cấp làm Thần võ Hữu quân Đô thống chế. Tiếp theo, ông còn tham dự trên hai mươi trận nữa. Trong số đó, có lần ông đụng độ với hai võ tướng thuộc hàng cao cấp nhất của chúa Nguyễn, đó là Lê Văn Duyệt và Nguyễn Văn Thành.
Đúng lúc đó, chính quyền của vua Cảnh Thịnh ngày một rạn nứt và suy yếu. Vì không cùng phe cánh với Thái sư Bùi Đắc Tuyên, Đại Đô đốc Lộc bị Đắc Tuyên thu hết binh quyền và giáng xuống làm Thị lang ở bộ Lễ.
Theo sách Tây Sơn lương tướng truyện của danh sĩ Nguyễn Trọng Trì (1854-1922) thì từ đó, miệng (ông) không nói đến việc binh, (rồi xin về) ẩn cư ở núi Hoàng Mai, thuộc huyện Tuy Viễn, thường ngày mang rượu, cưỡi ngựa dong chơi bốn phương.
Theo GS. Nguyễn Khắc Thuần thì Nguyễn Văn Lộc mất năm nào không rõ, chỉ biết lúc đó chính quyền Cảnh Thịnh hãy còn tồn tại, vì ông đã được nhà vua ban tên thụy là Trung Liệt.
Nhưng theo Phạm Minh Thảo thì ông không xin từ chức lúc ấy. Mãi đến khi vua Cảnh Thịnh bị bắt, ông mới tự giải tán đội quân của mình rồi lên núi Kỳ Sơn (cao 188 m) ẩn náu. Đồng đội của ông là tướng Nguyễn Quang Huy cũng bỏ đi lánh thân. Tương truyền, hai ông có gặp lại nhau bàn chuyện phục nghiệp nhà Tây Sơn, nhưng khi suy tính kỹ, cả hai thấy không thể làm gì được nên thôi.